# Ilona román hercegnő
Ilona román hercegnő (románul:  Principesa Elena a României), korábban németül: Elena von Hohenzollern-Sigmaringen (Lausanne, 1950. november 15. –) a román királyi család tagja.

## Élete

A román királyi címer

Ilona román hercegnő 1950-ben született Svájcban, Lausanne városában. Szülei: I. Mihály román király és Anna Bourbon–parmai hercegnő, Románia címzetes királynéja.
Négy leánytestvére van:
- Margit trónörökös hercegnő (1949)
- Irén hercegnő (1953)
- Zsófia hercegnő (1957)
- Mária hercegnő (1964)

Ilona hercegnő Svájcban tanult és Londonban dolgozik egy művészeti alkotásokat restauráló vállalatnál. Két gyermek édesanyja: Miklós (1985) és Erzsébet-Karina (1988). A hercegnő gyermekeivel és második férjével él együtt Angliában.
2011-ben a román királyi család I. Mihály korábbi román király döntése értelmében lemondott a Hohenzollern-házhoz fűződő minden történelmi és dinasztikus kapcsolatáról, ezzel egyidejűleg a Hohenzollern–Sigmaringen-ház román ágának neve Romániai-házra változott. Ezzel Mihály a nagyapja, I. Ferdinánd román király 1921-es döntését erősítette meg, amellyel a román királyi család nemzeti jellegét és függetlenségét kívánta hangsúlyozni.